# Martial Robin
Martial Robin (Marseille, 27 augustus 1977) is een Franse voetballer (middenvelder) die sinds 2010 voor de Franse tweedeklasser FC Istres uitkomt. Voordien speelde hij onder andere voor Olympique Marseille en AC Ajaccio.

## Carrière
- 1994-1996: Olympique Marseille (jeugd)
- 1996-1999: Olympique Marseille
  - 1997-1998: FC Martigues (huur)
- 1998-2006: AC Ajaccio
- 2006-2010 :Grenoble Foot
- 2010-... : FC Istres